# Marianka (dopływ Wieprza)
Marianka – struga, lewoboczny dopływ Wieprza o długości 10,36 km. 
Źródło strugi znajduje się na terenie Siedlisk Pierwszych. Około 2,5 km od źródeł w Suchodołach zmienia kierunek z północno-wschodniego na północny. Następnie w Fajsławicach przepływa pod drogą międzynarodową nr E372. Około 1 km dalej, rozdzielając Fajsławice i Wolę Idzikowską oraz zmieniając bieg z północnego na północno-wschodni, zasila kompleks stawów rybnych, a kilka kilometrów dalej w Oleśnikach łączy się z Wieprzem na jego 133 kilometrze. Głównym dopływem Marianki jest Krynica. Ponadto Mariankę zasilają inne bezimienne dopływy. 